# Allium stellatum
Allium stellatum là một loài thực vật có hoa trong họ Amaryllidaceae. Loài này được Nutt. ex Ker Gawl. mô tả khoa học đầu tiên năm 1813.

## Hình ảnh

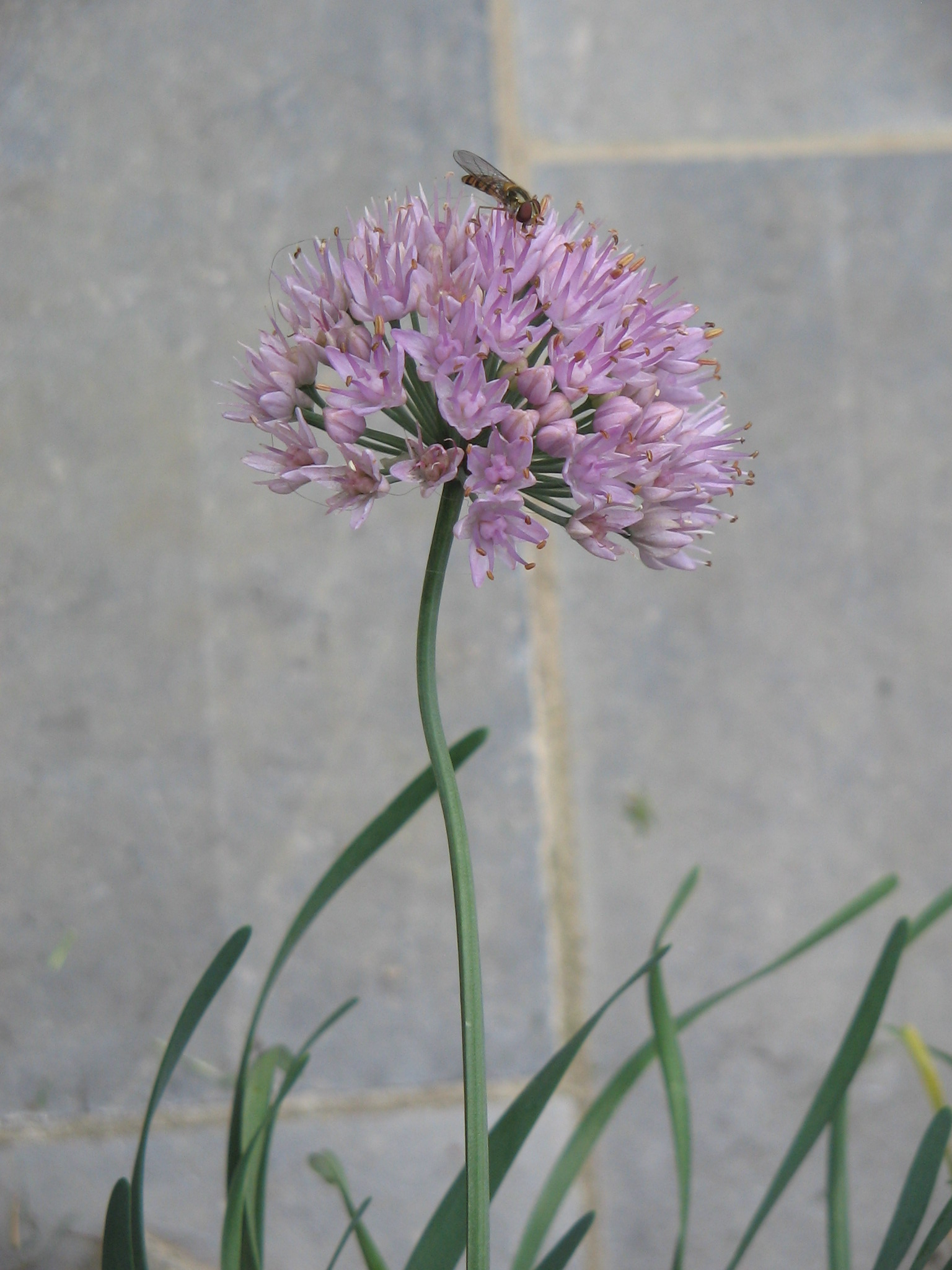
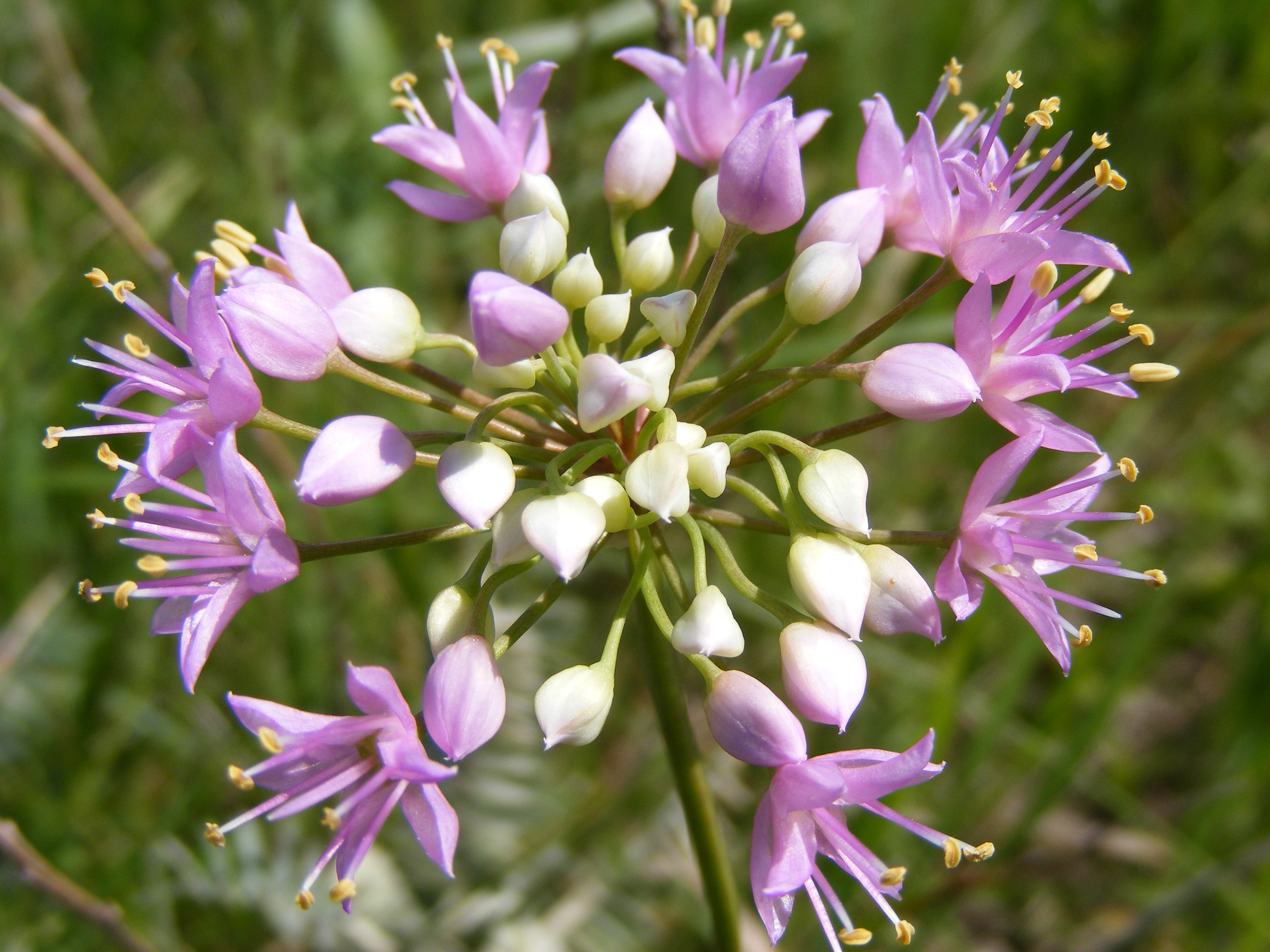